# صوربيون

منطقة لوساتيا حيث يعيش الصربيون.

الصُّرْبُ بالضم، واحدُه صُرْبِيٌّ لأنه اسم جنس جمعي، ويُسمَّون أيضًا صِرْبَ لُوسَاتِيَة واللوساتيّين نسبةً إلى موطنهم، والصُّرَابيّين (عن الفرنسية: Sorabes)، والوِنْد (عن الألمانية: Wenden)، ويُسمُّون أنفسَهم صِرْبًا أُسوةً ببني جلدتهم من الصِّرب (بالصُّربية العليا: Serbja، وبالصُّربية السفلى: Serby). وهم من الصقالبة الغربيين من أوروبا الوسطى يعيش بشكل رئيسي في بلاد لوساتية، وهي منطقة تاريخية تقع أراضيها في شرقي ألمانيا وغربي بولونيا وشمالي التشيك. تنقسم المنطقة التي يعيش فيها الصربيون جغرافيا إلى لوساتية العليا (حوالي 40 ألف نسمة) ولوساتية السفلى (حوالي 20 ألف نسمة)، ولكل قسم لغته. يتكلم الصُّربيون اللغة الصُّربية بفرعيها العليا والسفلى، والتي هي قريبة من اللغتين البولونية والتشيكية.
يعيش الصربيون في ألمانيا في ولايتي ساكسن وبرندنبرج، وهم معترف بهم كأقلية ولهم علَمهم ونشيدهم Rjana Łužica وثقافتهم.

## معرض صور

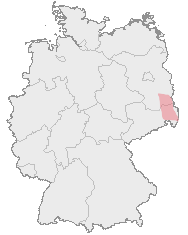
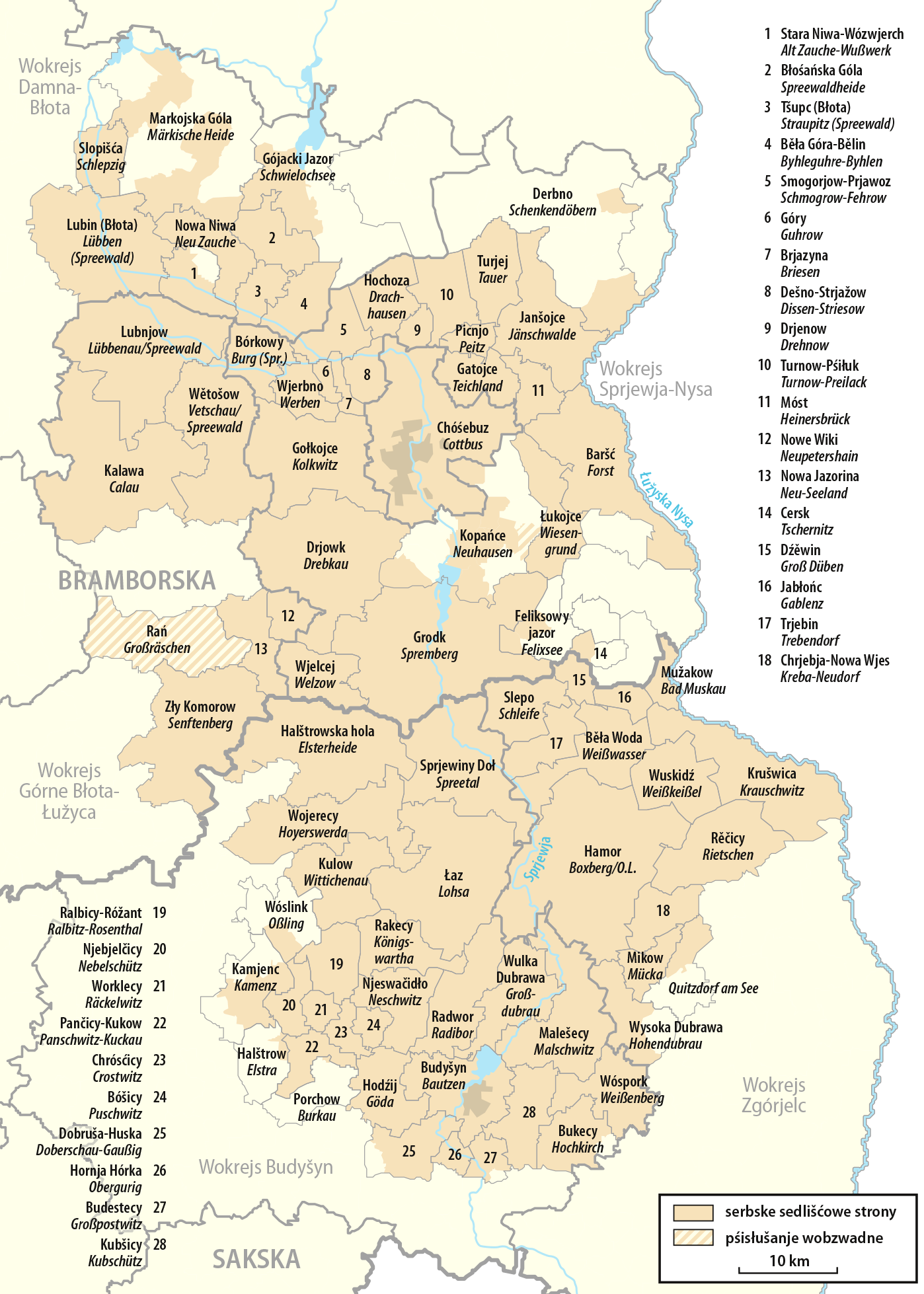
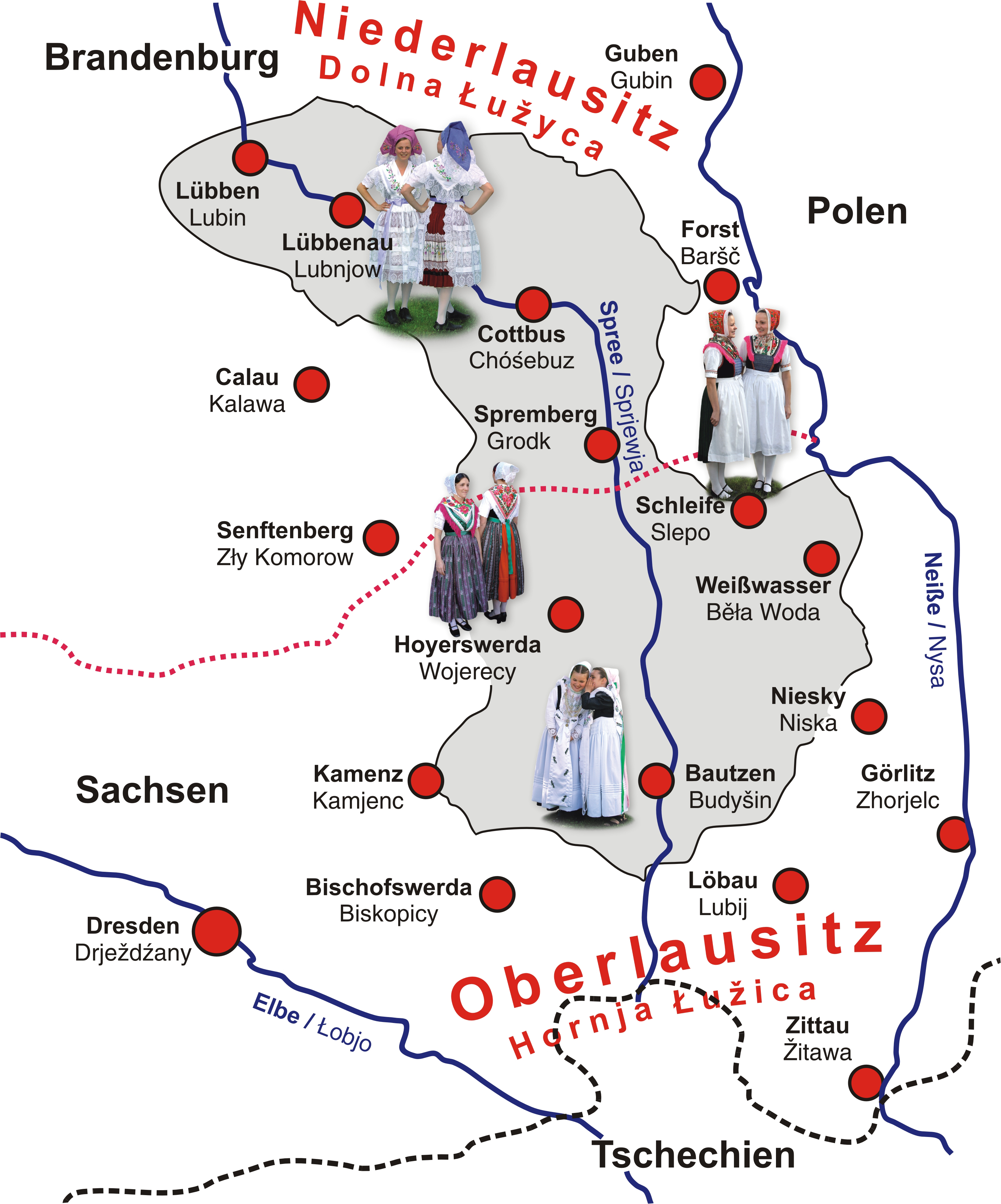